# Heorhiivske, Vilneansk
Heorhiivske (în ucraineană Георгіївське) este un sat în comuna Mîhailivka din raionul Vilneansk, regiunea Zaporijjea, Ucraina.

## Demografie
Componența lingvistică a localității Heorhiivske
     Ucraineană (87,17%)
     Rusă (9,29%)
     Română (1,33%)
     Alte limbi (0,44%)
Conform recensământului din 2001, majoritatea populației localității Heorhiivske era vorbitoare de ucraineană (87,17%), existând în minoritate și vorbitori de rusă (9,29%) și română (1,33%).